# 揚特 (密蘇里州)
揚特（英語：Yount）是位於美國密蘇里州佩里縣的非建制地區。

## 歷史
揚特的郵局於1872年設立，其後於1954年停運。

## 地理
揚特所處的海拔為高於海平面190米（即623英呎），而該地所採用的時區為UTC-6，即北美中部時區（CST）。同時該地設有夏令時間，為UTC-6調快一小時，即UTC-5（CDT）。